# La Liga de 2012–13
A La Liga de 2012–13 (conhecida como a Liga BBVA por razões de patrocínio) foi a 82ª edição da La Liga. O Futbol Club Barcelona venceu esta edição.

## Participantes
| Equipe              | Cidade                                     | Estádio                | Capacidade |
| ------------------- | ------------------------------------------ | ---------------------- | ---------- |
| Athletic Bilbao     | Bilbao                                     | San Mamés              | 39 750     |
| Atlético Madrid     | Madrid                                     | Vicente Calderón       | 54 851     |
| Barcelona           | Barcelona                                  | Camp Nou               | 99 354     |
| Betis               | Seville                                    | Benito Villamarín      | 52 745     |
| Celta Vigo          | Vigo                                       | Balaídos               | 31 800     |
| Deportivo La Coruña | A Coruña                                   | Riazor                 | 34 600     |
| Espanyol            | Cornellà de Llobregat/El Prat de Llobregat | Cornellà-El Prat       | 40 500     |
| Getafe              | Getafe                                     | Coliseum Alfonso Pérez | 17 700     |
| Granada             | Granada                                    | Nuevo Los Cármenes     | 22 524     |
| Levante             | Valencia                                   | Ciutat de València     | 25 534     |
| Málaga              | Málaga                                     | La Rosaleda            | 28 963     |
| Mallorca            | Palma                                      | Iberostar Stadium      | 23 142     |
| Osasuna             | Pamplona                                   | El Sadar               | 19 553     |
| Rayo Vallecano      | Madrid                                     | Campo de Vallecas      | 15 489     |
| Real Madrid         | Madrid                                     | Santiago Bernabéu      | 85 454     |
| Real Sociedad       | San Sebastián                              | Anoeta                 | 32 076     |
| Sevilla             | Seville                                    | Ramón Sánchez Pizjuán  | 45 500     |
| Valencia            | Valencia                                   | Mestalla               | 55 000     |
| Valladolid          | Valladolid                                 | Nuevo José Zorrilla    | 26 512     |
| Zaragoza            | Zaragoza                                   | La Romareda            | 34 596     |

## Tabela classificativa
| Pos. | Equipes             | Pts | J  | V  | E  | D  | GP  | GC | SG  | Classificação ou rebaixamento                     |
| ---- | ------------------- | --- | -- | -- | -- | -- | --- | -- | --- | ------------------------------------------------- |
| 1    | Barcelona           | 100 | 38 | 32 | 4  | 2  | 115 | 40 | 75  | Liga dos Campeões da UEFA de 2013–14              |
| 2    | Real Madrid         | 85  | 38 | 26 | 7  | 5  | 103 | 42 | 61  | Liga dos Campeões da UEFA de 2013–14              |
| 3    | Atlético de Madrid  | 76  | 38 | 23 | 7  | 8  | 65  | 31 | 34  | Liga dos Campeões da UEFA de 2013–14              |
| 4    | Real Sociedad       | 66  | 38 | 18 | 12 | 8  | 70  | 49 | 21  | Play-offs da Liga dos Campeões da UEFA de 2013–14 |
| 5    | Valencia            | 65  | 37 | 19 | 8  | 11 | 67  | 54 | 13  | Liga Europa da UEFA de 2013–14                    |
| 6    | Málaga              | 57  | 38 | 16 | 9  | 13 | 53  | 50 | 3   | Liga Europa da UEFA de 2013–14                    |
| 7    | Betis               | 56  | 38 | 16 | 8  | 14 | 57  | 56 | 1   | Liga Europa da UEFA de 2013–14                    |
| 8    | Rayo Vallecano      | 53  | 38 | 16 | 5  | 17 | 50  | 66 | –16 |                                                   |
| 9    | Sevilla             | 50  | 38 | 14 | 8  | 16 | 58  | 54 | 4   |                                                   |
| 10   | Getafe              | 47  | 38 | 13 | 8  | 17 | 43  | 57 | –14 |                                                   |
| 11   | Levante             | 46  | 38 | 12 | 10 | 16 | 40  | 57 | –17 |                                                   |
| 12   | Athletic Bilbao     | 45  | 38 | 12 | 9  | 17 | 44  | 65 | –21 |                                                   |
| 13   | Espanyol            | 44  | 38 | 11 | 11 | 16 | 43  | 52 | –9  |                                                   |
| 14   | Valladolid          | 43  | 38 | 11 | 10 | 17 | 49  | 58 | –9  |                                                   |
| 15   | Granada             | 42  | 38 | 11 | 9  | 18 | 37  | 54 | –17 |                                                   |
| 16   | Osasuna             | 39  | 38 | 10 | 9  | 19 | 33  | 50 | –17 |                                                   |
| 17   | Celta de Vigo       | 37  | 38 | 10 | 7  | 21 | 37  | 52 | –15 |                                                   |
| 18   | Mallorca            | 36  | 38 | 9  | 9  | 20 | 43  | 72 | –29 | Zona de rebaixamento à Segunda Divisão Espanhola  |
| 19   | Deportivo La Coruña | 35  | 38 | 8  | 11 | 19 | 47  | 70 | –23 | Zona de rebaixamento à Segunda Divisão Espanhola  |
| 20   | Zaragoza            | 34  | 38 | 9  | 7  | 22 | 37  | 62 | –25 | Zona de rebaixamento à Segunda Divisão Espanhola  |

## Artilharia
| #  | Jogador           | Equipe             | Gols |
| -- | ----------------- | ------------------ | ---- |
| 1° | Lionel Messi      | FC Barcelona       | 46   |
| 2° | Cristiano Ronaldo | Real Madrid        | 34   |
| 3° | Radamel Falcao    | Atlético de Madrid | 28   |
| 4° | Álvaro Negredo    | Sevilla FC         | 25   |
| 5° | Roberto Soldado   | Valencia CF        | 24   |
| 6° | Rubén Castro      | Real Betis         | 18   |
| 6° | Piti              | Rayo Vallecano     | 18   |
| 8° | Higuaín           | Real Madrid        | 16   |
| 9° | Hélder Postiga    | Real Zaragoza      | 14   |
| 9° | Carlos Vela       | Real Sociedad      | 14   |
| 9° | Aduriz            | Athletic Bilbao    | 14   |

## Assistentes
| #  | Jogador        | Equipe       | Assistências |
| -- | -------------- | ------------ | ------------ |
| 1° | Andrés Iniesta | FC Barcelona | 16           |
| 2° | Mesut Özil     | Real Madrid  | 13           |
| 3° | Lionel Messi   | FC Barcelona | 12           |
| 4° | Karim Benzema  | Real Madrid  | 11           |
| 4° | Cesc Fàbregas  | FC Barcelona | 11           |
| 5° | Ivan Rakitić   | Sevilla      | 10           |